# Heimberg (Niederstetten)
Heimberg ist ein Weiler im Main-Tauber-Kreis in Baden-Württemberg und gehört zum Niederstettener Stadtteil Wildentierbach.

## Geographie

### Geographische Lage
Der Ort liegt auf einer Höhe von etwa 455 Metern über Normalnull und zählte im Januar 2010 82 Einwohner. Durch Heimberg verlief die im 15. Jahrhundert erbaute Rothenburger Landhege.
Heimberg ist durch ein Tal in zwei Ortshälften geteilt und besitzt somit auch zwei Bushaltestellen, Heimberg-Nord und Heimberg-Süd. In einem Waldgebiet westlich des Orts befindet sich der etwa 220 m lange und 90 m breite Reutal-Stausee (Lage).

### Nachbarorte
Der derzeit bewohnte Hof Schönhof liegt etwa 1,2 Kilometer südöstlich des Ortes, etwa 1,5 Kilometer südwestlich befindet sich der 31 Einwohner fassende Weiler Hachtel. Beide gehören ebenfalls zum Niederstettener Stadtteil Wildentierbach.

## Kultur und Sehenswürdigkeiten

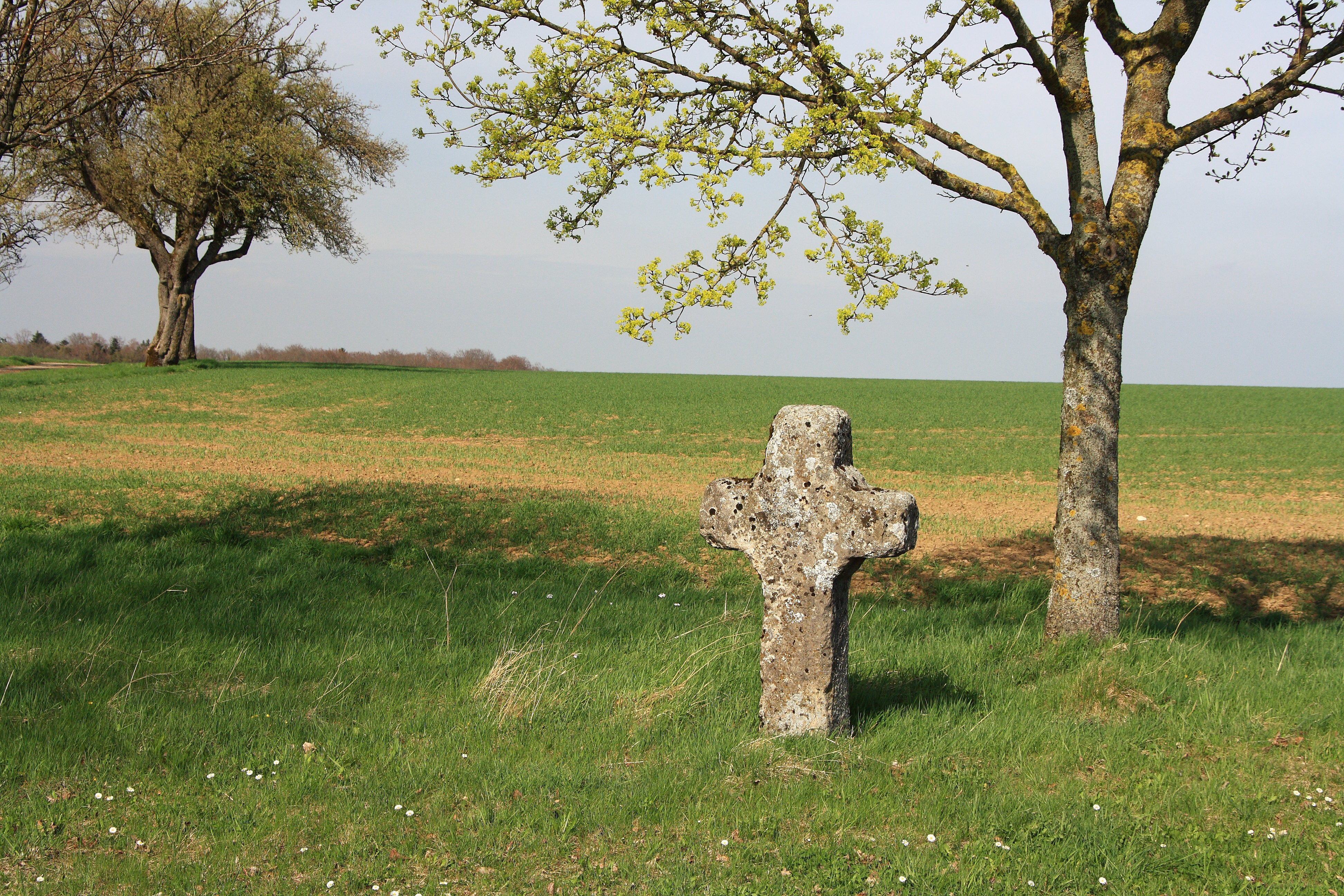
Wegkreuz bei Heimberg

Es gibt einen Jugendtreff. Alljährlich findet Ende Juli oder im August das Heimberger Fest statt.

### Kulturdenkmale
Im Ort befinden sich Kleindenkmale.

### Rad- und Wanderwege
Heimberg liegt am Radweg Liebliches Taubertal – der Sportive.

## Wirtschaft und Infrastruktur

### Ansässige Betriebe
Seit September 2010 befindet sich auf dem Aussiedlerhof, der in der Nähe des Wasserturms liegt, eine Alpakafarm.

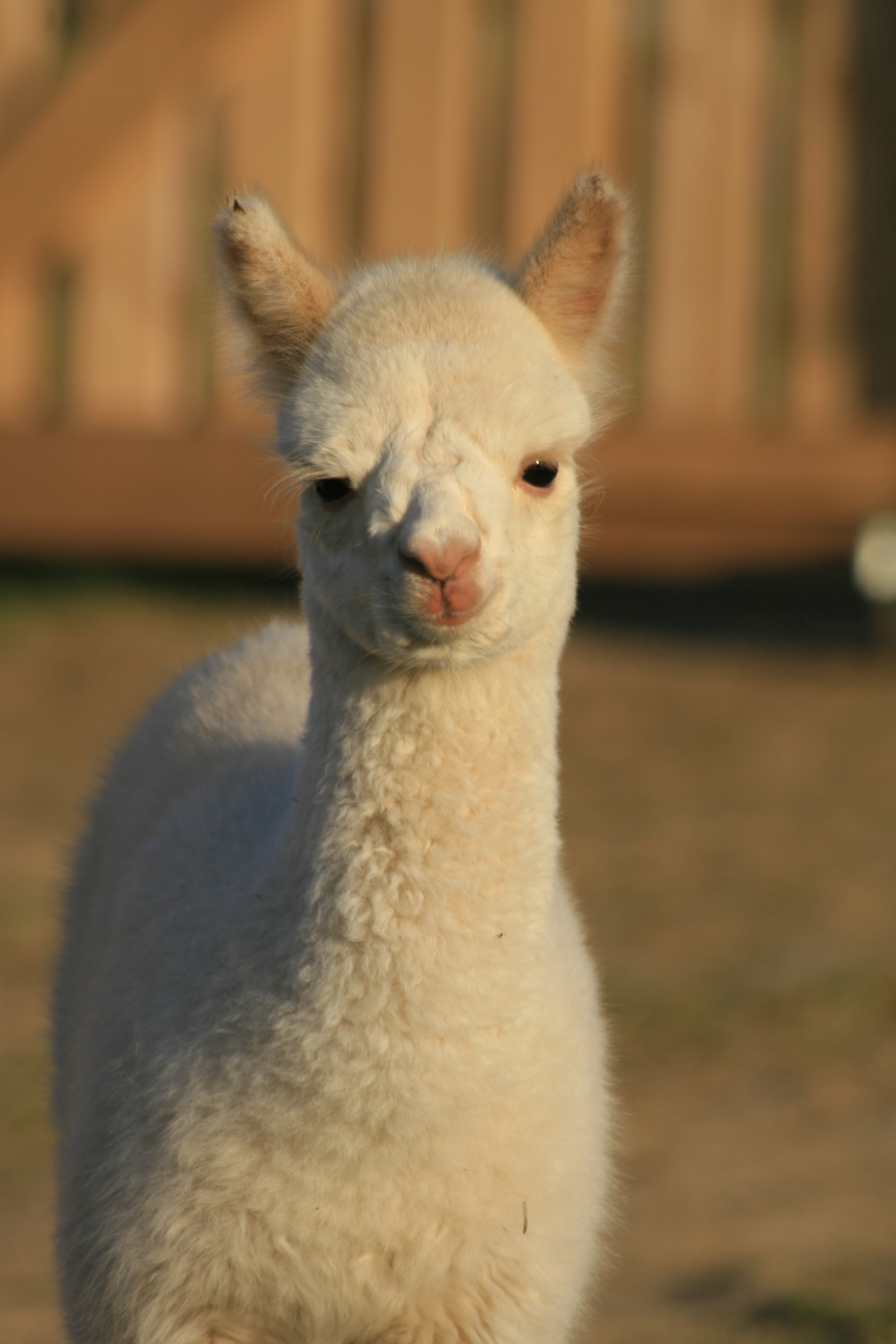
Alpakas in Heimberg
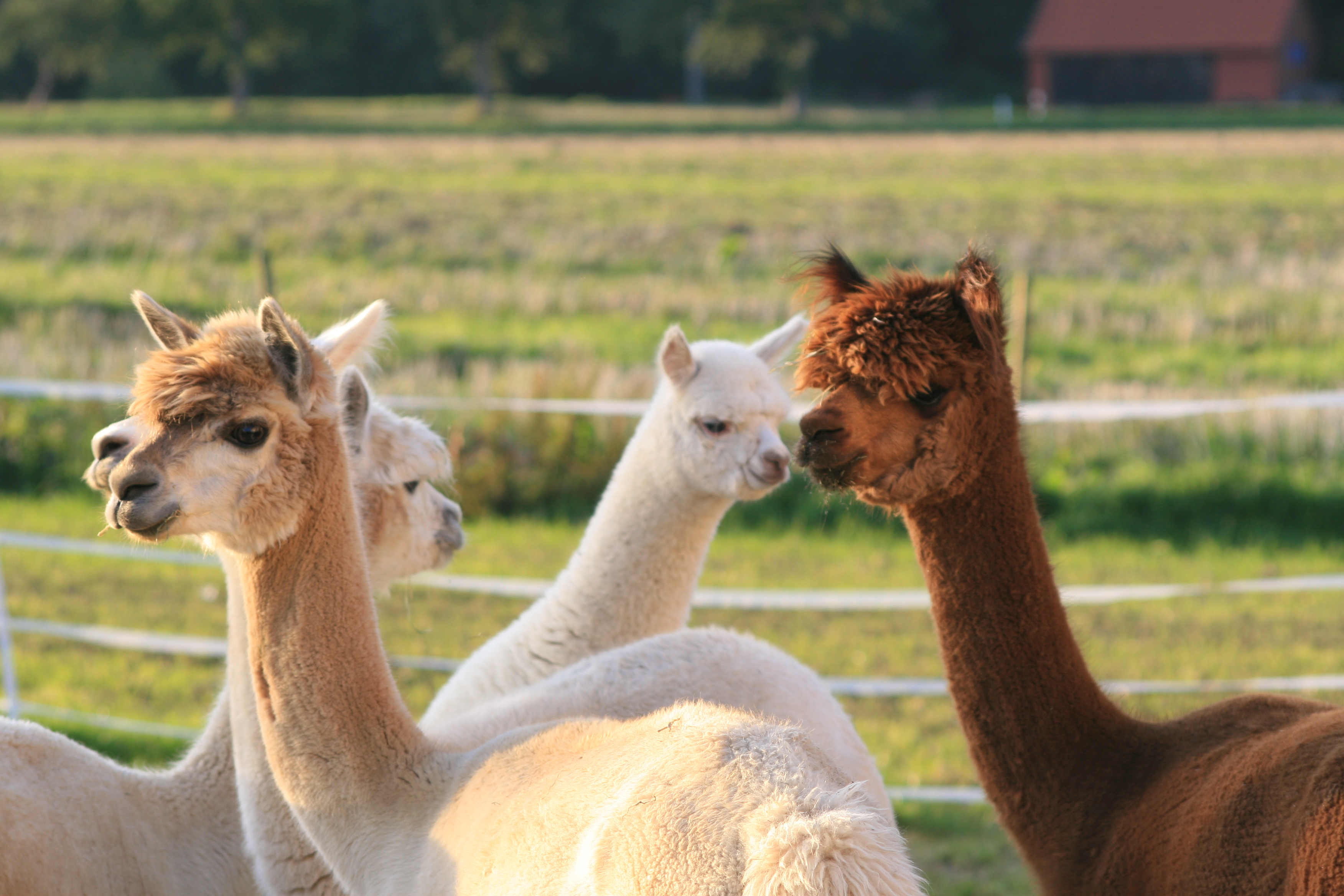
Alpakas in Heimberg

Im Ort befindet sich auch ein Landwirtschaftsbetrieb mit eigener Käseproduktion.

### Wasserturm Heimberg

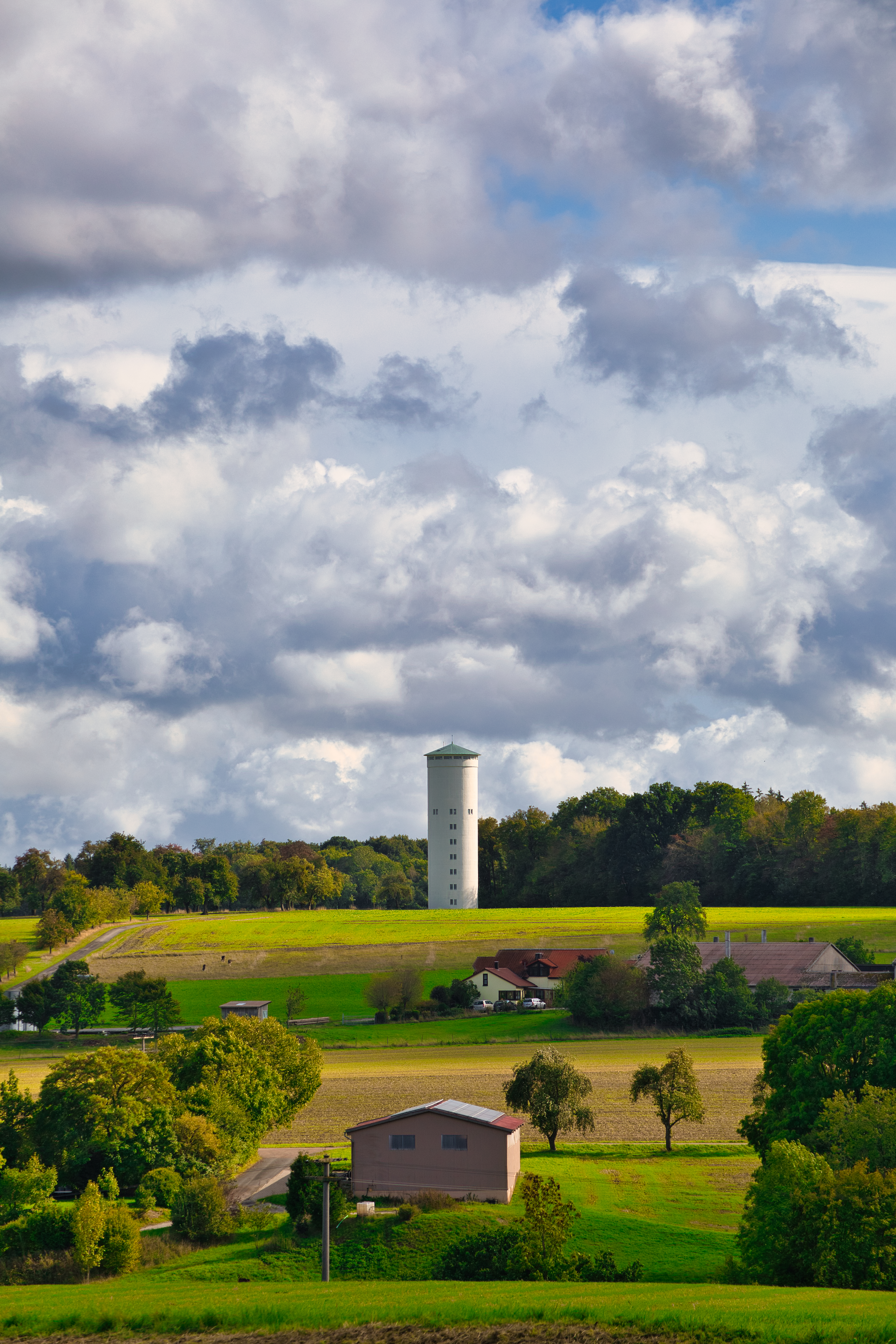
Der Wasserturm von Heimberg markiert den höchsten Punkt des Main-Tauber-Kreises

Südlich von Heimberg befindet sich der 32,9 Meter hohe, 1963 in Stahlbetonbauweise errichtete Wasserturm des Ortes.

### Verkehr
Heimberg ist über die K 2660, die K 2866 und die K 2891 zu erreichen.